# Udea aksualis
Udea aksualis is een vlinder uit de familie van de grasmotten (Crambidae), uit de onderfamilie van de Spilomelinae. De wetenschappelijke naam van deze soort is voor het eerst voorgesteld als Pionea aksualis door Aristide Caradja in een publicatie uit 1928.
De soort komt voor in China (Xinjiang).